# 跳繩

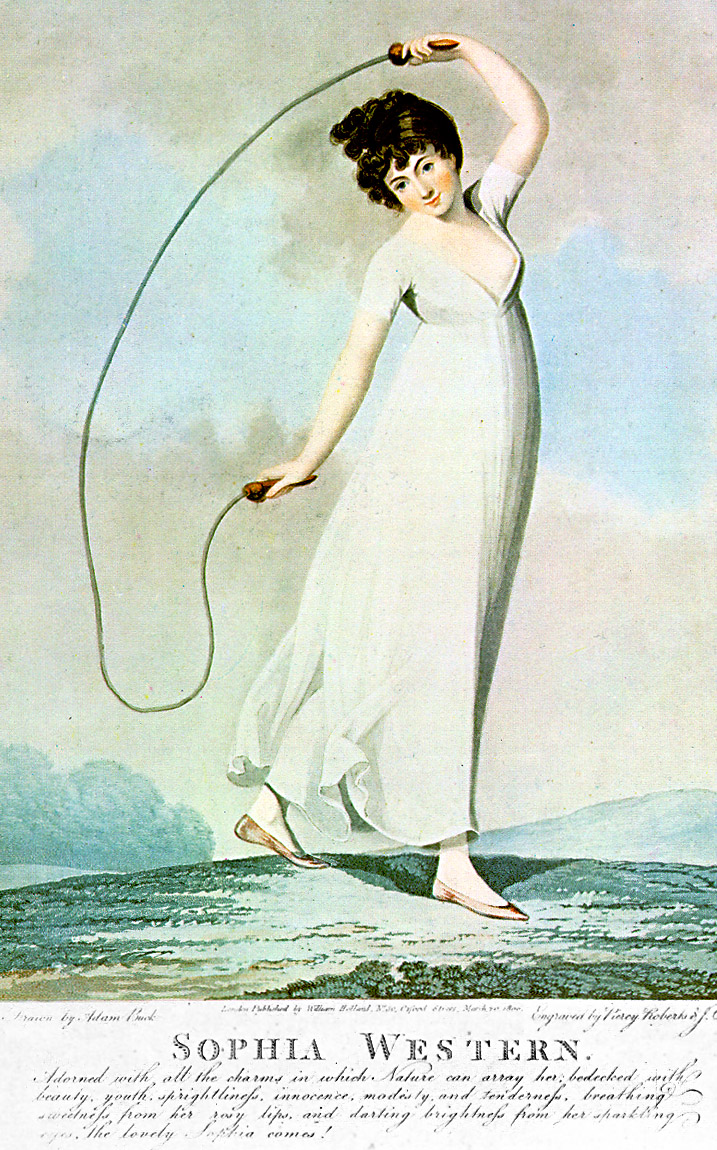
一名在跳繩的婦人

跳繩是一種運動方式，玩法是一個或多個人同時跳一條繩，讓繩子在他們的腳下和頭頂經過。至少要一個人轉動繩子並跳繩，或三個人以上一起跳繩，由其中兩個轉動繩子，另外一個以上的人在中間跳繩。有時後者會跳兩條正在轉動的繩子，這種跳繩方式要難得多。
在跳繩的遊戲中，參與者會一直跳下去直到疲累或出錯為止。有人會獨自跳繩來做運動，也有人會一邊跳繩一邊做出不同的花式跳繩，而已知的花式跳繩至少有1000種以上。

## 比賽
跳繩是全世界很多地方都會舉行的一種比賽項目，運動員會進行個人或團隊式的跳繩比賽。在自由風格的跳繩比賽中，跳繩者須在限定的時間內示範一系列的跳繩動作；在很多這類比賽中通常跳繩者都需要隨著音樂進行各跳繩動作。在速度跳的比賽中，運動員須在特定的時間內成功完成指定的動作（單車步）。例如，現在的世界紀錄是在30秒內成功完成115次單車步（即230次跳躍），這是在2024年7月由中國運動員岑小林所創下的紀錄。比利時、加拿大、德國、英國、匈牙利、中国大陆、香港、日本、美國均曾獲得獎章。現時男子個人花式跳繩世界第一為香港的劉盼晞。2006年的世界跳繩錦標賽於7月中旬在加拿大多倫多舉行。第10屆世界跳繩錦標賽於7月中旬在香港舉行，第11屆世界跳繩錦標賽將於2016年7月在瑞典舉行。第4屆的亞洲跳繩錦標賽於2007年2月9日在印度新德里舉行。跳繩的表演亦時常在節日中和慈善活動時上演。
儘管很多人相信跳繩是一個簡單而有趣的活動，但亦有人將之視為一種運動。認真的跳繩運動員年復一年地嚴格練習。跳繩需要很好的體質、持久力、專注力及耐心。
在美國，其主要的跳繩組織是美國跳繩會（USA Jump Rope；USAJR）。美國跳繩會在全國有上百個跳繩隊伍。這些隊伍在高級中學作業或參加運動比賽，並時常出席一些年度訓練營。美國跳繩會有一個明星隊伍在全國及全世界四處旅遊，分享有關跳繩的知識及宣傳此種運動。

### 正確的跳繩方法
1. 跳绳方法是用前脚掌起跳和落地，切记不可用全脚或脚跟落地，以免腦部受到震蕩，当跃起在空中时，不要极度弯曲身体，而成為自然弯曲的姿势。跳时，呼吸要自然有節奏。
2. 握繩的方法两手分别握住绳两端的把手，通常情况下以一脚踩住绳子中间，两臂屈肘将小臂抬平，绳子被拉直即为适合的长度。
3. 摇绳的方法向前摇时，大臂靠近身体两侧，肘稍外展，上臂近似水平，用手腕发力作外展内旋运动，使两手在體側做畫圓動作，每甩一次，绳子從地經身後向上向下，回旋一周，繩子轉動的速度和手甩繩的速度成正比，甩動越快，繩子回旋越快。
4. 停繩的方法：向前甩時，一腳伸出，前腳掌離地，腳跟着地使繩停在腳掌下；向後甩時，則一腳後出，腳跟離地，腳掌着地，使繩停在脚底。

## 世界紀錄
- 2006年10月12日，50,000名跳繩者（大部分為小學的學生和老師）在荷蘭的335所學校中一起跳了30秒。[來源請求]有關的影片、圖片及網上文章可在這裡 （页面存档备份，存于）找到。
- 2006年5月24日，在英國及北愛爾蘭島創造了最大的跳繩活動參與人數紀錄。這次共有7,632名兒童在整個國家的85個不同地方一起持續跳繩三分鐘。此紀錄已納入金氏世界紀錄大全中。[來源請求]
- 2016年7月9日，在广州花都举办的全国跳绳大赛上，中国小学生岑小林以30秒222下的成绩，刷新了自己去年在世界学生跳绳锦标赛中创下的30秒跳220下吉尼斯世界纪录。[1][2]
- 2017年，日本奈良学院设计制造的企鹅机器人Jumpen一分钟内跳绳达106次。[3]

## 競賽項目

### 個人賽
- 30秒速度賽 (30 Sec. Speed 跑步跳（單車步） - 雙腳交互跳 場地 4 x 4 米)
- 3分鐘耐力賽 (3 Min. Speed 跑步跳（單車步） - 雙腳交互跳 場地 4 x 4 米)
- 3重跳耐力賽 (Triple under 三重跳 - 選手跳起後繩經過腳下三回，計一次，不得中斷，場地 4 x 4 米)
- 花式賽 (Freestyle 選手於45~75秒內於12X12米場地內，可配合音樂，表演跳繩技巧，不得使用其他道具，依照表演內容難易度及創意度評分)

### 團體賽
- 單人繩速度接力 (Single rope Speed Relay - 個人繩跑步跳（單車步） - 四名選手，每次一人跳，每人跳30秒，於裁判指令下達時換人，場地 5X5M)
- 四人交互繩速度接力 (Double Dutch Speed Relay - 交互繩跑步跳（單車步） - 四名選手，兩人搖繩，其餘兩人輪流跳，每人45秒，於裁判指令下達時換人跳，場地 5X5M)
- 二人單人繩花式 (Single rope pairs Freestyle - 二人個人繩花式賽 - 兩名選手，時間 45~75 秒，場地 12X12米)
- 四人單人繩花式 (Single rope team Freestyle - 四人個人繩花式賽 - 四名選手，時間 45~75 秒，場地 12X12米)
- 三人交互繩花式（Double dutch freestyle - 三人交互繩花式賽，三名選手，時間45-75秒，場地 12×12米）
- 四人交互繩花式（Double dutch pairs Freestyle - 四人交互繩花式賽，四名選手，時間45-75秒，場地12×12米）

### 團體表演賽
- 团体表演赛 4~12名選手，時間8~12分鐘，場地12X12米，可融入各种项目，以表演的观赏性为主。

## 分組

### 年齡
主要分為兩大組
- 15歲或以下組
- 16歲或以上組

### 性別
- 男性組 (Male)
- 女性組 (Female)
- 混合組 (Mixed) 團體賽適用

## 運動
跳繩這種活動並非只適合比賽或消遣，如同慢跑或踏自行車等也是有助於循環系統運作的運動。同時，跳繩可避免跑步產生的膝蓋損傷，因為每一下跳躍及踏在地面所產生的力量可分散於雙腿。跳繩亦可用來訓練手臂及雙肩。由於跳繩有這麼多好處，因此它成為很多運動員，尤其是拳擊手及摔跤手常做的運動。此外，跳繩可以是個人運動，亦可以是團體運動，而學習正確的跳繩方法比其他運動項目還容易。因此，跳繩是適合大部份年齡層民眾進行的活動。

## 跳繩技巧
在跳繩的時候，一些技巧需要注意：
- 基礎跳繩：這是雙腳稍微分開並同時跳躍避開繩子的方式，初學者應先精通此技巧。
- 交互跳繩：這種跳繩風格是指用雙腳交互跳躍避開繩子的跳繩方式。這種技巧在每分鐘跳繩的次數是上面基礎技巧的兩倍。
- 縱橫交錯：這種方式與基礎跳繩相似，唯一不同的是在跳躍時左手置於身體的右邊而右手則置於身體的左邊。
- 雙搖跳：在跳雙搖跳時，跳繩者需比一般的跳繩方式的跳躍高度跳得稍高一點點，讓繩子兩次在腳下經過，一些跳繩高手更可讓繩子在腳下經過三次。事實上在跳繩比賽中，三次、四次和甚至五次並不罕見。在美國的跳繩比賽中，年齡大於15歲的男性須有能力做200次以上的三搖跳。
- 聯合跳躍：這是由兩種或以上不同的跳繩技巧聯合為一個花式的跳繩花式。
- 交叉握腿跳：腿下X是一個複雜的花式，跳繩者需將左手置於右腳下，右手置於左腳下。
- 其他：跳繩還有很多其他不同的花式，例如：「滑雪跳」就是指把雙腿保持緊緊貼在一起，然後不斷左右跳動；「併腳前後跳」是指把雙腿保持緊緊貼在一起，然後不斷前後跳動；「剪刀腳跳」是指把雙腳不斷前後交替地跳動；「分腿彈跳」是指不斷把雙腳分開合上跳動；而「肯肯跳」是指把膝盖提高，作单脚跳。

## 花式團體跳繩動作
花式團體跳繩動作繁多如下：
- 十字打點：為花式團體跳繩的花式動作之一，又簡稱十打，由五個人兩條長跳繩所組成的一個動作。首先四人站成十字的形狀，兩人兩人搖一條繩十字交疊，這樣形狀的繩叫做十字繩，成形後第五人跳躍進入十字繩中央，其中一條跳繩的兩人慢慢向另一條繩之搖繩者逼近，搖至其前時讓其跳過繩子，然後再向另一方的搖繩者逼近，一樣至其前始之跳過，接著是跳過繩子的兩位持繩者，向原本移動的兩位搖繩者來回逼近一樣各跳一次，最後繩子會回到十字的形狀，而中間的跳繩者移動的方向會和跳繩移動的方向成反方向，當繩子逼近第三位搖繩者時，跳繩者會出繩一段時間兩拍，在進繩繼續完成動作，跳繩者會和繩子同時間回到十字交點，這樣一系列過程下來的動作就叫做十字打點。

## 外部連結
- 中國香港跳繩體育聯會 （页面存档备份，存于）
- 香港花式跳繩學社
- 香港專業技術跳繩訓練社
- 香港花式跳繩會 （页面存档备份，存于）
- 香港專業花式跳繩學校 （页面存档备份，存于）
- 香港Skipper'Z跳繩者網頁
- 香港繩飛揚有限公司 （页面存档备份，存于）
- 美國跳繩網頁 （页面存档备份，存于）
- 國際跳繩聯盟網頁 （页面存档备份，存于）
- 歐洲跳繩組織網頁 （页面存档备份，存于）
- 亞洲跳繩聯盟官方網頁
- 印度跳繩聯盟
- 跳繩影片 （页面存档备份，存于）
- Skipping.us
- 英國跳繩協會
- 十字打點示範影片 （页面存档备份，存于）